# Ceraspis signata
Ceraspis signata är en skalbaggsart som beskrevs av Blanchard 1850. Ceraspis signata ingår i släktet Ceraspis och familjen Melolonthidae. Inga underarter finns listade i Catalogue of Life.